# Liste der Kulturdenkmäler in Meuspath
In der Liste der Kulturdenkmäler in Meuspath sind alle Kulturdenkmäler der rheinland-pfälzischen Ortsgemeinde Meuspath einschließlich des Ortsteils Balkhausen aufgeführt. Grundlage ist die Denkmalliste des Landes Rheinland-Pfalz (Stand: 12. Juni 2023).

## Einzeldenkmäler
| Bezeichnung     | Lage                                                         | Baujahr         | Beschreibung | Bild                                    |
| --------------- | ------------------------------------------------------------ | --------------- | --- | --------------------------------------- |
| Wegekreuz       | Meuspath, Hauptstraße, bei Nr. 11 Lage                       | 1761            | Wegekreuz, Nischentyp, bezeichnet 1761                                                                          | Fotos hochladen                         |
| Kreuz           | Meuspath, Hauptstraße, bei Nr. 24 Lage                       | 1772            | Kreuz, bezeichnet 1772                                                                                          | BW                                      |
| Krebsbacher Hof | Meuspath, südlich des Ortes an der K 20 Lage                 | 16. Jahrhundert | Massivbau, wohl aus dem 16. Jahrhundert, barocke Kapelle St. Georg, bezeichnet 1702, Wassergraben; Gesamtanlage | weitere Bilder Fotos hochladen          |
| Wegekreuz       | Meuspath, südlich des Ortes in der Nähe des Krebsbacher Hofs | 18. Jahrhundert | Wegekreuz, 18. Jahrhundert                                                                                      | Direkt Bild zu diesem Denkmal hochladen |
| Kasselsburg     | Balkhausen, südöstlich des Ortes an der K 20 Lage            |                 | Hügel einer Motte mit Wassergraben                                                                              | BW                                      |